# AT-läkarna (TV-serie)
AT-läkarna (Junior Doctors: Your Life in Their Hands) är en engelsk realityserie där man får följa ett antal nyexaminerade läkare under deras praktik på några engelska sjukhus. Serien är producerad av BBC. 

## Första säsongen
Under den första säsongen, som visades på SVT2 under perioden mars–april 2012, får man följa sex läkare på sjukhusen Newcastle General Hospital och Royal Victoria Infirmary under sex avsnitt.

### Deltagare
- Adam Beaini, 24 år,[1] praktiserar första året och är utbildad på Newcastle University
- Andy Kong, 25 år,[1] praktiserar andra året och är utbildad på Newcastle University
- Jon Barclay, 24 år,[1] praktiserar andra året och är utbildad på Newcastle University
- Katherine Conroy, 24 år,[1] praktiserar första året och är utbildad på Cambridge University
- Keir Shiels, 28 år,[1] praktiserar andra året och är utbildad på Cambridge University
- Lucy Holmes, 24 år,[1] praktiserar första året och är utbildad på Newcastle University
- Suzi Batchelor, 24 år,[1] praktiserar andra året och är utbildad på Newcastle University

## Andra säsongen
Andra säsongen av programmet består av sex avsnitt och visades på SVT1 under perioden augusti–september 2013. Under denna säsong får man följa åtta läkare.

### Deltagare
- Akira Fukutomi, 25 år, praktiserar första året och är utbildad på Imperial College School of Medicine i London. [3]
- Amieth Yogarajah, 27 år, praktiserar andra året och är utbildad på Cambridge University. [4]
- Andy Steval, 22 år, praktiserar första året. [5]
- Ben Allin, 26 år, praktiserar första året och är utbildad på Imperial College London. [6]
- Lucy Hollingworth, 25 år, praktiserar första året och är utbildad på University of Manchester [7]
- Milla Marinova, 26 år, praktiserar första året och är utbildad på bland annat Kings College London. [8]
- Priya Mangat, 25 år, praktiserar första året och är utbildad på bland annat Imperial College London. [9]
- Sameer Bahal, 25 år, praktiserar första året och är utbildad på Imperial College London. [10]

## Tredje säsongen
Tredje säsongen består av 7 avsnitt och utspelar sig på Liverpool Hospital.

### Deltagare
- Carol, 27 år, praktiserar andra året och har flyttat från Malawi till Liverpool i hopp om att få jobb på en akutmottagning [12]
- Edward, 27 år, är född i Norwich, uppvuxen i Italien och har studerat på universitet i Ferrara. Han har flyttat till Liverpool och vill jobba på akutmottagning. [13]
- Emily, 24 år, är uppvuxen i Leicestershire.[14]
- Jennifer, 24 år, kommer från Manchester, är karriärdriven och har velat att bli en läkare sedan barnsben.[15]
- Kiera, 26 år, ville först bli veterinär, men bestämde sig för att plugga till läkare. Hon börjar sitt andra praktikår på akutmottagning.[16]
- Oli, 24 år, är en sportig kille som velat bli läkare ända sedan 16 års ålder.[17]
- Tom, 24 år, sysslar med poesi och limericks på fritiden och vill jobba med pediatrik i framtiden.[18]
- Tristan, 28 år, är en småbarnsfar som växt upp i USA och flyttat till Liverpool för att slutföra sin praktik. Hans fru praktiserar som fysioterapeut.[19]

## Svensk version
Under 2011 köpte Kanal 5 in serien för att göra en svensk variant av den. Den serien kom att kallas Unga läkare.